# ببنزی
ببنزی (به آلمانی: Bebensee) یک شهر در آلمان است که در زگه‌برگ واقع شده‌است. ببنزی ۵۹۱ نفر جمعیت دارد.